# Elizabeth Bruenig
Elizabeth "Liz" Bruenig (6 de diciembre de 1990) es una socióloga, filóloga, feminista y periodista estadounidense; desarrollando trabajos como escritora de opinión y editora de The Washington Post.
Escribe sobre ética, política, teología y economía desde un punto de vista feminista y progresivo. Anteriormente, había sido escritora del personal de The New Republic. Los escritos de Bruenig también han aparecido en el Boston Review, The Nation, Jacobin, y en Salon.
Se la ha descrito como de "la izquierda católica" por Rod Dreher en The American Conservative. En un perfil publicado por el Washington Monthly, es descripta como "en el lugar más prominente, de un pequeño, pero cada vez más visible grupo de jóvenes periodistas que abogan abiertamente por el socialismo democrático".

## Educación
En 2013, se graduó por la Universidad Brandeis, con un BA en filología inglesa y en sociología. Como destinataria de una beca posdoctoral Marshall, realizó estudios en la Facultad Jesus College, de la Universidad de Cambridge, donde defendió exitosamente su tesis de maestría en teología cristiana.
Fue nombrada miembro presidencial 2014-2015 en la Universidad Brown, donde fue candidata al doctorado en estudios religiosos. Ella dejó la Brown, sin titularse, en 2015.

## Obra periodística
En septiembre de 2018, Bruenig escribió para el  Washington Post  sobre las consecuencias de un asalto sexual en 2006, en una escuela secundaria, de Arlington, Texas . Ella comenzó a rastrear los detalles de la historia del violador Amber Wyatt, en 2015. La historia atrajo amplia atención nacional.

### Otras publicaciones
- Bruenig, Elizabeth Stoker (30 de junio de 2014). «Clutch your pearls and think of the children». First Things. Archivado desde el original el 16 de septiembre de 2014. Consultado el 2 de mayo de 2015.

- Bruenig, Elizabeth (11 de agosto de 2017). «Why is millennial humor so weird?». Washington Post.

- Elizabeth Bruenig (6 de noviembre de 2015).  New Republic, ed. «Is the New Atheism dead?» (en inglés estadounidense).

- Elizabeth Bruenig (25 de febrero de 2015).  New Republic, ed. «The Failure of Macho Christianity» (en inglés estadounidense).

## Vida personal
Bruenig está casada con Matt Bruenig; tienen una hija, Jane; y, viven en Washington D. C. Elizabeth y Matt, efectúan reuniones, en su equipo de debate, en una Escuela Media de Arlington. Juntos emiten un pódcast a través de Patreon, llamadon The Bruenigs. Ambos Bruenigs han sido invitados destacados, en el podcast de política y humor Chapo Trap House, aunque no juntos. Y, en el pasado, han escrito juntos para The Atlantic.